# Feste romane (Respighi)
Feste romane è un poema sinfonico, del 1928, di Ottorino Respighi e descrive momenti dell'antica Roma ambientati fin dal tempo imperiale. Viene considerato una parte della trilogia romana, assieme a I pini di Roma e Le fontane di Roma, poemi sinfonici incentrati sulla città di Roma. Questo lavoro è il più lungo e tecnicamente il più esigente, ed è per questo anche il meno conosciuto della trilogia, quindi è meno spesso programmato dalle orchestre rispetto agli altri due.

## L'opera
Il poema sinfonico, come già i primi due della trilogia, si struttura in quattro movimenti:
1. Circenses - c. 4:30 min
2. Giubileo - c. 7:15 min
3. L'Ottobrata - c. 7:40 min
4. La Befana - c. 5:30 min.

Il primo movimento, che rievoca gli spettacoli cruenti nella Roma imperiale, presenta inizialmente il tema di uno spettacolo in un'arena in cui un gladiatore combatte fino alla morte, simboleggiato dallo squillo di una fanfara di buccine. Archi e fiati successivamente suggeriscono il canto piano dei martiri cristiani mandati a morire nell'arena del Circo Massimo. Il movimento si conclude con violenti accordi orchestrali, completo di pedale d'organo, a rappresentare il soccombere dei martiri, massacrati da belve feroci. 
Il seguente movimento rappresenta il Giubileo, la festa del cattolicesimo che raduna credenti di tutto il mondo ogni venticinque anni. L'avvicinamento dei pellegrini a Roma è catturato dalla visione mozzafiato del panorama da Monte Mario e con il sottofondo delle campane. 
Il terzo movimento rappresenta la festa dell'Ottobrata nelle campagne presso Roma. L'assolo di corno francese celebra il raccolto e le battute di caccia mentre in sottofondo un suono di campane delinea serenate d'amore. 
Il movimento finale è la celebrazione della Befana in Piazza Navona. Un suono nuovo e diverso di trombe crea un clamore di canzoni romane e danze, tra cui si muove un festaiolo ubriaco raffigurato da un trombone tenore solista.

## Le esecuzioni di Toscanini
Arturo Toscanini e la New York Philharmonic-Symphony Orchestra eseguirono la prima alla Carnegie Hall nel 1929. Toscanini registrò poi l'opera con la Philadelphia Orchestra nell'Accademia di Musica del 1942 per la RCA Victor. Egli registrò di nuovo con la NBC Symphony Orchestra alla Carnegie Hall nel 1949, sempre per la RCA. Entrambe le registrazioni sono state distribuite su LP e CD. L'esecuzione del 1949 sfruttò ogni limite delle apparecchiature di registrazione del tempo: Toscanini aveva infatti lungamente insistito con gli ingegneri del suono, al fine di catturare tutte le dinamiche della musica, soprattutto in Circenses e nella Befana.

## Strumentazione
Feste Romane è scritto per una grande orchestra sinfonica composta da:
Fiati
3 Flauti (anche ottavino)
2 Oboi
Corno inglese
2 Clarinetti, in Si bemolle e La
Clarinetto piccolo in Re
Clarinetto basso in Si bemolle e La
2 Fagotti
Controfagotto
Ottoni
4 Corni in Fa
4 Trombe in Si bemolle e La
3 Tromboni
Tuba
3 Buccine in Si bemolle
Percussioni
Timpani
Tamburello
Raganella
Sonagliera
Tamburo tenore
Rullante
Triangolo
Piatto sospeso
Grancassa con Piatti
Tam-tam
Glockenspiel
Campane tubolari
Xilofono
2 Tavolette
Tastiere
Pianoforte (2 e 4 mani)
Organo
Strumento a pizzico
Mandolino
Archi
Violini I e II
Viole
Violoncelli
Contrabbassi

## Utilizzo nei media
- Il movimento Circenses viene eseguito, nel corso dell'attrazione Fuga da Pompei, nel parco a tema Busch Gardens a Williamsburg.